# Глазунов Олександр Петрович

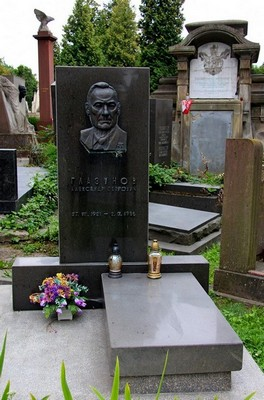

Олександр Петрович Глазунов (нар. 27 липня 1921, село Новоданилівка, тепер Якимівського району Запорізької області — 2 вересня 1986, місто Львів) — український радянський діяч, 1-й секретар Бродівського районного комітету КПУ Львівської області. Герой Соціалістичної Праці (22.12.1977). Депутат Львівської обласної ради народних депутатів.

## Біографія
Народився в селянській родині. Трудову діяльність розпочав зоотехніком Ушкальської зооветеринарної дільниці Запорізької області.
З 1940 року — в Червоній армії. Учасник німецько-радянської війни з липня 1942 року. Служив помічником командира радіовзводу 291-ї окремої роти зв'язку 5-го бомбардувального авіаційного корпусу на Закавказькому, Степовому, 1-му і 2-му Білоруських фронтах. Обирався комсоргом і парторгом роти, парторгом батальйону зв'язку.
Член ВКП(б) з 1943 року.
Після демобілізації — інструктор Нікопольського районного комітету КП(б)У Дніпропетровської області; 1-й секретар Нікопольського районного комітету ЛКСМУ; завідувач відділу, 2-й секретар Нікопольського районного комітету КП(б)У Дніпропетровської області.
Закінчив Вищу партійну школу при ЦК КП України в місті Києві.
Після закінчення Вищої партійної школи — інструктор відділу партійних органів Львівського обласного комітету КПУ.
З 1955 по 1962 рік — 1-й секретар Городоцького районного комітету КПУ Львівської області.
У 1962 році — заступник парторга Львівського обласного комітету КПУ по Львівському територіальному колгоспно-радгоспному управлінні.
У грудні 1962 — січні 1965 року — секретар партійного комітету Бродівського колгоспно-радгоспного виробничого управління Львівської області.
У січні 1965 — 1982 року — 1-й секретар Бродівського районного комітету КПУ Львівської області.
Указом Президії Верховної Ради СРСР від 22 грудня 1977 року за успіхи, досягнуті у Всесоюзному соціалістичному змаганні, виявлену трудову доблесть у виконанні планів і соціалістичних зобов'язань по збільшенню виробництва і продажу державі зерна та інших продуктів землеробства у 1977 році, Олександру Петровичу Глазунову присвоєно звання Героя Соціалістичної Праці з врученням ордена Леніна і золотої медалі «Серп і Молот».
З 1982 року — персональний пенсіонер союзного значення в місті Львові. Після виходу на пенсію працював у Львівському виробничому об'єднанні «Автонавантажувач».
Помер після важкої хвороби. Похований 4 вересня 1986 року на полі № 1 Личаківського цвинтаря.

## Звання
- старшина

## Нагороди
- Герой Соціалістичної Праці (22.12.1977)
- два ордени Леніна (22.12.1977)
- орден Жовтневої Революції
- два ордени Трудового Червоного Прапора (28.02.1958,)
- орден Вітчизняної війни ІІ ст. (6.04.1985)
- медаль «За бойові заслуги» (12.05.1945)
- медалі